# Мода
За математическата величина вижте Мода (статистика).
Мода означава начин на изразяване според вкуса, маниер на обличане и поведение, характерни за дадена епоха. Модата е израз на стремежа и идеала за красота. Тя е най-вече социално психологично явление и може да служи като средство за поставяне на социални граници. Всичко модно привлича общественото внимание, но то невинаги е по възможностите на хората с нисък социален статут. Общественото мнение също така може да бъде манипулирано и насочвано към различни направления в модата и вкусове. Най-известните световни модни центрове са Париж, Лондон, Милано, Лос Анджелис и Ню Йорк, но градове като Токио и Сидни също печелят популярност.

## История на модата
Дълго време модата е привилегия на аристокрацията. За първи път терминът се появява в израза „нова мода“ (la nouvelle mode) през 1482 година за да обозначи промените в облеклото на елита на обществото. През 1549 година изразът се превръща в „да бъдеш в крак с модата“ (être à la mode).
През XVI век се появяват първите модни списания и вестници, но едва през XIX век те започват да се предлагат на ниски цени. Постепенно след това модата се изгражда така, че да стане образ на цялото общество. Около средата на XX век се появяват имена като Коко Шанел, Кристиан Диор, Ив Сен Лоран, Нина Ричи, Пиер Карден и други, които революционизират модата.
През XXI век модата привлича най-вече младото поколение, което има тенденцията да търси и намира своя собствен стил, ръководейки се най-вече от мотиви за удобство.

### Модата в Древна Месопотамия
На територията Древна Месопотамия се развиват едни от най-известните и напреднали цивилизации, които човечеството познава като се започне с най-древната – шумерската и се мине през акадската, асирийската и вавилонската.
В ранния период на шумерската цивилизация и мъжете и жените шумери се обличат с овчи кожи, като обръщат руното с козината навън. Важен елемент в тяхното облекло са декоративните кичури. Около 2500 г. пр.н.е. овчите кожи започват да се заменят от изтъкани вълнени платове, но запазват декоративните елементи. На мода излизат дългите наметала, като за материал се ползва филц и щавена кожа.
В Персия на мода са дългите туники, завързани с колан. По време на акадската цивилизация облеклото е елементарно – от парче ленен плат, завито около тялото.
Вавилонците и асирийците усъвършенстват някои технологии в облеклото и при тях на мода са туниката с кръгло деколте и шаловете, които се носят по няколко наведнъж.

### Модата в Древен Египет
Хората в Древен Египет по всичко личи притежават завидни умения в областта на строителството, математиката и медицината. техните постижения се отразяват и в направата на дрехи. Облеклото се изработва от леки, ефирни материи, предимно лен, поради големите горещини. Съществува разслоение в обществото и за богатите са правени фини, почти прозрачни ленени материи, докато за бедните платовете са доста по-груби. Платовете са тъкани на станове обикновено по домовете, но за по-богатите тъкането става в специални работилници. Както мъжете, така и жените носят туники и наметала. Облеклото е драпирано по тялото. Фараоните носят специални украшения за главата. Вместо наметало те носят мантии, изработени от възможно най-фин лен. Обувките, носени от богатите са сандали, изработени от множество кожени каишки.
Децата обикновено не носят никакви дрехи докато не достигнат пубертет. те обаче носят накити, както на краката, така и на ръцете.
Бижутата са основен аксесоар на древните египтяни както показват археологическите разкопки. При тях са открити изящни реликви, принадлежащи на тази епоха. Много често фараоните и богатите египтяни са погребвани с цялото си богатство, тъй като са вярвали в задгробен живот. Поради тази причина много от гробниците по-късно са разграбени.
Козметиката също е силно развита. Изкуството на мумификацията спомага и за развитието на парфюмерията и козметиката. Очите са гримирани така че да изглеждат много по-големи и удължени. Очертаването им става с дебела черна (или тюркоазена) линия, като за материал се ползва пепел, сажди, съединения на медта и оловото като оловен сулфид. Поверието е, че черната линия предпазва от болести и беди, но истината е че до голяма степен тя предпазва очите от яркото слънце.
Египтянките уважават и зачитат хигиената. Те се къпят в благовонни масла. За да овлажнят кожата си, правят маски от масло от горчив бадем, маруля, кимион и лилия, а за да я ароматизират, я натриват с масло от лимон, мира и кедър. За омекотяване на кожата използват и мед. Според легендата Клеопатра се е къпела в прясно мляко с разтворен в него мед. Започват да използват сапун 1500 г. пр.н.е., направен от животински мазнини, зеленчуци и сол. Египетските жени също така боядисват косата си с къна, а по-късно започват да носят перуки върху късо подстриганите си коси, с цел по-добра хигиена и предпазване от въшки. За устните извличат червена боя от смесица от йод, съединения на брома и растителни оцветители

### Модата в Древен Рим
Историята на римското облекло се развива успоредно с архитектурата и занаятите. В началото римската дреха е силно повлияна от гръцката, но когато римляните започват да завладяват нови територии с различни народи и различна култура стилът на дрехите се повлиява и от тях и става много по-сложен и разнообразен със стремеж към претрупаност, пищни цветове и показен разкош.
Римското облекло е строго специфично за отделните социални прослойки. Определени цветове, материи и модели са запазени само за аристокрацията, а други – за обикновените граждани. С териториалното разширяване на империята се прибавят нови тъкани и материали – памук от Индия и коприна от Китай.
Най-известната боя за дрехи е „пурпур от Тур“, която е тъмно червена, трудно се извлича и в малки количества, затова този цвят е привилегия само на висшето общество. Най-популярната римска дреха е тогата. Тя представлява голямо парче плат увито около тялото подобно на плащ, дълго 5 метра и широко 2 метра във формата на полукръг. При замятането дясната ръка остава свободна. Определени модели и цветове са запазени за различни йерархични слоеве в обществото. Тогата се превръща в официално облекло, а нейни разновидности носят имената пенула, абола, палудаментум, лацерна и други. На чужденците е забранено да я носят. Постепенно обаче тя излиза от мода и се носи само там, където е задължителна.
Основната мъжка дреха носена в ежедневието, денем и нощем, е подобна на хитона и се нарича туника. Цветовете и тук са знак за социална принадлежност. Белият цвят е запазен за висшите класи. Селяните и робите носят тъмни цветове. Изготвя се от коприна или лен. Палиума е връхна дреха покриваща главата подобна на гръцкия химатион.
Обувките са по-разнообразни от тези на древните гърци. Освен сандали, ботинки и ботуши има и няколко вида обувки. Дори при обувките цветовете имат кастов характер и показват социалния статут. При мъжете те са от кожа с естествен цвят, докато цветовете при жените са по-разнообразни, а жените от богатите семейства ги украсяват със скъпоценни камъни.
Банята в Древен Рим е на особена почит на нея се отделя особено внимание. Благовонните масла и козметиката са също част от живота на римляните. Жените от висшата класа използват пудра за лице, руж, сенки за очи, въглен за подчертаване на очната линия, перуки и изкуствени бенки. Косите са често сплетени и боядисани. За бельо при жените служат една долна и една горна превръзка

### Модата във Византия
Византийската империя просъществува дълго време – 1000 години и за този период от време облеклото и наред с него много други обичаи от живота на византийците се менят значително, но като цяло то остава консервативно. През 324 г. римският император Константин решава да изгради град, който по-късно ще бъде познат на човечеството като Константинопол (днешен Истанбул) и който той нарича „Новият Рим“. От V до XV век Константинопол става столица на империята. Градът пада през 1453 г. в ръцете на турците.
Поради стратегическото си географско разположение, столицата е повлияна от много култури, което неминуемо се отразява и на облеклото. В началото римското влияние е все още твърде силно и тенденцията в облеклото следва модата на драпирания стил от последните години на Западната империя. в началото се носи тогата, след това навлизат и туниките. Но наред с влиянието на Римската империя, също така прониква стилът от Персия и Анатолия – на по-прилепналото по тялото шито облекло и по-богатите орнаменти с повече бижута. След като столицата забогатява, предимно от търговия, византийците създават пищно и разкошно облекло, което съчетава луксозни тъкани от Азия, Сирия и Египет. Византийската текстилна манифактура произвежда тъкани предимно от коприна с втъкани в тях златни и сребърни нишки, покрити със скъпоценни камъни и перли. Облеклото в императорския двор се отличава с пурпур и злато. Дрехите на аристокрацията са в ярко червено, жълто или зелено. Такова е и облеклото, изобразено върху мозайки, останали от това време.
В по-късния период на развитие на империята дрехите в двора стават изключително пищни, инкрустирани с множество скъпоценни камъни и злато и оцветени в много ярки и наситени цветове – предимно пурпур и нюанси на червено. Императорската туника включва в себе си дълго парче плат, извезано с тежка златна бродерия, което се загръща около тялото, а краят остава да виси свободно над едната ръка. Класическият стил отстъпва място на източния. Кафтанът например е възприет като официално облекло. Хората от двата пола носят кафтан с панталони, но не като близкоизточните шалвари.
Не много обувки се виждат ясно във византийското изкуство, достигнало до нас, тъй като робите на нарисуваните хора са дълги до земята и закриват по-голямата част от обувките. Червените обувки са запазени за императора. Сини обувки носи севастократорът и зелени – протовестиария. Войниците носят най-често сандали и бели чорапи или някаква превръзка на крака увита около прасеца (подобна на партенка).
В по-късен етап, когато започват да се носят ботушите, те достигат до коляното и отново са червени за императора. Започват да се правят различни номера обувки, за да са удобни за всеки човек и всеки крак. Работниците носят сандали или са на бос крак. Сандалите следват римския модел и представляват каишки над дебела подметка.
Косата на мъжете обикновено е къса и добре подредена, често елегантно накъдрена, най-вероятно изкуствено. Повечето духовници имат дълги коси и бради. Жените от висшата класа носят косата си навита и вдигната, преплетена в сложни форми. Ако се съди по картините от това време, жените най-вероятно са покривали косите си извън дома. Въпреки че е официално прието, че воалът е измислен от византийците, няма рисувани картини с жени, които носят воал на лицето си. Има много такива обаче, на които воалът се носи на главата.
Към края на византийската империя мъжете в униформа носят големи и високи шапки. През XII век император Андроник I Комнин носи шапка във формата на пирамида. На Балканите предимно започват да се носят малки шапки на които може да има или да няма декоративна ивица от кожа. Те са възприети по-късно от руските царе.

### Облеклото през XV век
Модата в Европа през XV век се характеризира с поредица от крайности и екстравагантност, от обемни рокли, които метат пода заедно с изключително дългите ръкави до плътно прилепналите чорапи и дублета в мъжкото облекло. Това е израза на ренесансова Италия. Шапки, качулки, хенин и други атрибути за глава придобиват все по-голямо значение и са драпирани, украсени със скъпоценни камъни, воали и пера.
Докато Европа продължава да расте просперираща, градската средна класа и квалифицираните работници започват да носят по-сложни дрехи, които следват, макар на разстояние, модата, поставена от елита. Националните различия в дрехите изглежда се увеличават през този век.
През периода 1430 – 1475 година модата е диктувана от графство Бургундия, което владее Фландрия и по-голямата част от днешна Франция. След поражението на Бургундия през 1477 г., моден център на Европа става Италия. Върху обувките хората по това време, когато излизат навън, носят вълнени или коркови налъми, за да не се оцапат от калта. Към края на века обувките се изострят и удължават.
Най-популярната тъкан за всички класи е вълната, следвана от лен и коноп. По това време се появяват и първите модни списания и елита задължително трябва да е в крак с модата и да притежава последна мода дрехи, прически, обувки, маниери и обноски, иначе става невъзможно да се впишат в обществото.
| мъжка мода |  | мъжка мода |
| мъжка мода |  | мъжка мода |

Започва да се обръща все повече внимание на мъжкото облекло. Още през XIV век е възприета мъжката туника от четири части, с шев на гърба и закопчаваща се отпред. През XV век се появяват мъжките чорапи, силно прилепнали по краката, а туниките се скъсяват до кръста. Мъжете с не толкова съвършено тяло слагат отгоре наметало, наречено хоупланд, загърнато над туниката. Създава се традицията дрехите и на двата пола да се подшиват с кожа по краищата.
Основните части на мъжкото облекло в този период се състоят от риза, дублет, и чорапи/чорапогащник, с някакъв вид наметало. Ленените ризи се носят директно до кожата. Към края на периода, ризите стават дълги по тялото, почти без яка, като ръкавите са издърпвани през отворите на дублета, особено в лакътя и отзад на ръката за да създадат илюзия за обемност. Тъй като съкращаване на дължината на дублета разкрива повече плат, ризите на богатите мъже често са украсени с бродерия или изплетена украса.
Над ризата се носи дублетът. От около средата на века много плътно прилепнали дублети, с колан или нарочно ушити стегнати в кръста са на мода, поне за младите хора. Ръкавите са пълни, тип буфон. Много силно стегнатите чорапогащници и издължените островърхи обувки или ботуши дават илюзията за миниатюрност от кръста надолу и масивност от кръста нагоре. Дублетът често е сложно плисиран, особено в задната част, като плисетата се постигат по най-различни начини. В Италия ризата и дублетът понякога са по-къси отпред, отколкото отзад.
Мъжете от всички класи носят бричове, свободна долна дреха, обикновено от лен, която се придържа с колан. Чорапи или чорапогащници, направени от вълна са използвани за покриване на краката, и като цяло са ярко оцветени. Ранните такива понякога имат кожени ходила и са носени без обувки или ботуши. Те са принципно завързани или за колана или за дублета.
След като дублетите стават все по-къси, чорапогащниците достигат до кръста вместо до бедрата и тогава са съединени заедно в една дреха с торбичка, джоб или друго приспособление за покриване на предния отвор. Особено в края на века те са поразително шарени, с различни цветове за всеки крак, или вертикално разделени на различни цветове, или бродирани.

### Облеклото от XV до XIX век
През 16. век в Европа се извършват значителни промени. Веригите, стягащи средновековното общество, се разкъсват, хората се радват на по-висок стандарт на живот, а това води до разширяване на средната класа. Европа започва да излиза от своите граници. От Португалия, Испания и Франция започват да отплават мореплаватели, търсещи нови земи. Техните експедиции стават източник на нови богатства, суровини и ценни метали. Всичко това се отразява разбира се и върху модата. Както обикновено става главните центрове на богатство диктуват модата.

### XIX век
В XIX век модата вече има своя център и се диктува основно от Париж. Освен това тя се интернационализира и в много страни по света започват да се интересуват и обличат по модата. Дамската мода се диктува от Париж, а мъжката от Лондон. Това е времето, когато в модата навлиза думата шик. Новото в модата е, че след 1850 година започват да се издават и журнали с илюстрации във всички европейски държави и Америка.
До 1820 г. в дамското облекло продължават да се отразяват някои тенденции на Френската революция, както и влияние от класическа Древна Гърция. Роклите са свободно падащи, драпирани на едри гънки в светли тонове. Горните дрехи са от по-ярки цветове. Носят се и разнообразни шалове и манта. Косата се носи на кок и украсена с панделки и пера. За разлика от предишния век, козметиката се използва малко, едва забележимо. Ръкавиците са широки и напомнят ренесансовия период.
От 1830 г. в дамската мода навлизат тясната талия и по-късите поли. На мода излизат шапките с големи периферии, украсени с пера, цветя и закриващи лицето. За мъжете вечерният фрак става задължителен в комплект с жилетка и тесни панталони. Цветовете са строги и задължителни – черно, сиво и бяло. Задължителни са и колосаната яка и вратовръзката. За работа мъжете носят бомбета, а за излети – сламени шапка.
Изобретяването на механичния стан и шевната машина, както и големите магазини с много стока променят из основи света на модата. Френската висша мода поема кормилото. Англичанинът Чарлс Фредерик Уопт, който имигрира в Париж през 1845 г. става първият законодател на висшата мода като въвежда колекциите от нови облекла и за първи път използва живи модели, които да демонстрират тези облекла. Дрехите са скъпи и малцина, както и днес, могат да си ги позволят, но в магазините за конфекция обикновените граждани могат да закупят техни копия. По този начин висшата мода формира тенденциите в женското облекло.
От 1840 г. нататък се завръщат отново обемните форми и под полата се поставя не само една фуста, но се добавят допълнителни пластове и слоеве. Всичко това води до създаването на кринолина. Той представлява конструкция, която се надява под роклята, направена от дърво и приличаща на издута бъчва. Полата е подсилена и с банели. Кринолинът става много тежък и неудобен към средата на века и поради тази причина е изобретена метална мрежеста конструкция с меки връзки. Фустата изчезва от употреба и полата се носи директно върху металната конструкция.
Едва към края на века полата се връща към естествения си вид и облеклото е елегантно и женствено отново.

### XX век

#### Началото на века
Периодът от 1895 до 1914 година е известен като Бел епок (La Belle Époque). Това е епоха на красивите изящни дрехи и луксозен начин на живот, който обаче е привилегия само за малцина – най-богатите. Те все още организират приеми и балове, играят хазарт и различни спортове. Това е времето на появата на телефона, първите въздушни полети, нямото кино и първите автомобили, времето на профсъюзното движение и борбата на жените за социална справедливост и избирателни права.
Стилът на всекидневната пола е разкроена надолу, но гладка над ханша и постепенно се разширява. Жените започват да се стремят към нещо необичайно до този момент – изпъкнал, явно очертан и забележим бюст. Това се превръща в идеал заедно с тясната талия и прилепналата пола, подчертаваща бедрата. Това се постига с помощта на корсет, който има за цел да повдига гърдите и стеснява талията.
Предвид обаче на много по-активния начин на живот, психологическото и нравствено освобождаване на жената, много от предишните дрехи с панделки, широки ръкави, фусти и други стават крайно непрактични и неудобни за всекидневието. Деколтето на дрехите е вдигнато високо почти до ушите, долният край на полите се влачи по земята върху накъдрена долна фуста, а върху прическите се носят огромни живописни капели. Мъжете обаче запазват традиционното си облекло. За дневно облекло те носят редингот и обикновено панталон на райе, а при вечерното облекло включва черният фрак и панталоните с бяла жилетка. Започва постепенно да се налага и костюма от три части, включващ в себе си куртка.
1910 година е преломна в развитието на дамското облекло, повлияно от ученията на Фройд, развитието на кубизма и музиката на Клод Дебюси, Стравински и Морис Равел, революционния стил в танца и сценичния костюм на Айседора Дънкан. Това е облекло без тежките долни фусти и пристягащите корсети. Появява се сутиена, който повдига гърдите, а също така съчетанието на пола и блуза. Полата се скъсява с около 20 сантиметра и краката вече се разкриват до глезените.
Шапките с големи периферии са сменени с малки шапки носещи названието „птиче гнездо“. Обувките са високи с леко извити токчета. Късите поли слагат акцент върху чорапите и гети са носени с връхна дреха през зимата. Танго обувките, вдъхновени от танца танго въвеждат кръстосаните каишки на глезените. През годините на войната, работещите жени носят завързващи се обувки с кръгли пръсти и по-ниски клиновидни токчета.
Големи широки шапки с широки периферии или широки шапки, които хвърлят сянка на лицето са викът на модата в началото на века, но те постепенно се свиват до малки шапки с плоски периферии. Късата коса е въведена в Париж през 1909 г. и се разпространява в авангардните кръгове в Англия по време на войната. Много често косата, дори късата коса, се допълват с малки индивидуални перуки или къдрици
Работническите дрехи включват каскети, вълнени плетени пуловери и куртки. Облеклото и на децата се променя. Момчетата носят костюми, като панталоните стигат до коляното, а дължината на роклите на момичетата се скъсява и те започват да изглеждат различно от тези за възрастните и много по-детски. Войната също оказва своето влияние, особено в момчешките дрехи.

#### 1920-те
Много от дрехите, носени в града са още актуални. Още по интересно е, че дори и в начина на гримиране има не малко прилика с днешните времена. Модната линия на една дама се е състоял от класически две части – корсаж и пола, изработена от кадифе и атлазена коприна, гарнирана с дантели.
Мъжката линия е модерният редингот. Той се характеризира с издължено сако, което винаги се носи с бяла риза и папийонка. Допълнение към него е бастунът, който се носи или с цилиндър, или с бомбе.
В онези времена дрехите са се внасяли от Европа, а по-важното е, че за разлика от сегашната конфекция те са били с отлично качество и много ръчна работа при направата им.

#### 1940-те
В края на 40-те години на 20. век френските дизайнери започват да правят дрехи, които изразяват женственост и елегантност.

#### 1960-те
1960-те са време на социални движения – противоенни, за граждански права, етнически и расови. Това е и времето на сексуалната революция. Те неминуемо дават своето отражение на изкуството и модата. 1960-те са десетилетието, в което се раждат минижупът, френският маникюр, сакото с двуредо закопчаване, Go-Go ботушите, тънкият висок ток и много други. В грима се появяват ярките цветове – сини и зелени сенки за очи, изписана с черно ивица около очите, а в прическите – много дългите коси. Аксесоарите почти липсват. В края на десетилетието се появяват клош панталоните, тай-дай техниката на боядисване на дрехите, както и много други специфични модели.
Модата в първите години на десетилетието е белязана от елегантния стил на Първата дама на САЩ Жаклин Кенеди. Тя прави популярни шапката без периферия, костюма с двуредно закопчаване в пастелни цветове, с късо сако и големи копчета. На мода са и правите къси рокли в геометрични фигури. Панталоните са тип капри, тесни, с висока талия и дължина малко над глезените. В началото на 1960-те се появява високото тънко токче. В мъжката мода навлизат много цветове. Вместо обикновените вратовръзки, мъжете носят папионки, шалчета или много широки вратовръзки.
Минижупът се появява за първи път на бял свят през 1964 година и променя модата завинаги. Всички млади жени по света започват да носят мини поли. През 1964 година излиза и така наречената космическа мода – панталон, бели ботуши, големи слънчеви очила и рокля, която наподобява кутия. Тъканите от които се изработват са в метални или други блестящи или искрящи оттенъци. На този етап модата се диктува основно от британците. Има тенденция момичетата да се обличат по момчешки и да се подстригват късо. През 1966 г. навлизат мъжките костюми от кадифе с двуредо закопчаване, елеците с брокат и ризите с големи яки. Топ модел е Туиги – слаба, бледа, с къса коса, съвсем различен модел от това, на което хората са свикнали. Своето място заема и полата панталон.
Много популярни са дългите изкуствените мигли, силно подчертаните с черен молив очи и бледите устни. През 1968 година минижупът достига и дори задминава средата на бедрото. Тези тип поли, които едва покриват задните части, се наричат микро-мини. На модната сцена се появява ангелската рокля – много къса с широки ръкави, носена с шарени чорапогащници и направена от дантела, кадифе, шифон или памук. Появява се и роклята с огромна качулка. При вечерните тоалети се появява „малката черна рокля“, любимата коктейлна рокля.
През 1964 г. панталоните тип чарлстон са новият вик на модата. Носят се с блузи от шифон, пуловери с поло яка или къси тесни блузи, позволяващи да се види корема. Появяват се палтата от изкуствена материя, тип дъждобран в металически или много ярки цветове. Дамските обувки са или с равна подметка или на нисък ток. Много модерни обаче стават Go-Go ботушите. Обувките, ботушите и чантите често са изработени от лакирана изкуствена кожа или винил.
Силно влияние върху модата има хипи движението. То въвежда чарлстон дънки, ленти за глава, сандали. Често явление стават и босите дами, а също така и дългите шарени цигански поли. Много жени захвърлят бельото. Други атрибути са кожените елеци с дълги ресни, провлечените туники върху панталони, блузи с шарки, шалове и гривни. В употреба навлиза мини велурената пола, понякога също с ресни, която се носи и през 1970-те. Баретите също са част от облеклото през 1960-те. В края на десетилетието се появяват дълги палтанаречени макси, присвити в талията, а също така и прозрачни блузи.
След като шапките излизат от мода, се заменят с кърпа на главата. Както жените, така и мъжете носят дълги коси. При чернокожите предпочитаната прическа е афро. На мода излизат бакенбардите, мустаците и козята брадичка, а след 1966 година и цяла брада.
През 60-те се раждат легендите Одри Хепбърн, Бийтълс, Ролинг Стоунс, Брижит Бардо и много други. Бийтълс диктуват модните прически при мъжете почти за цялото десетилетие. 60-те раждат и идеята за сексуалната либералност, както и идеята за мир, любов и свобода.

#### 1980-те
Масовият стил на 1980 може да се обобщи с една дума: „твърде много“ – прекалено стегнат и откровен, твърде ярък. Всички модели от 1980-те излъчват откровена сексуалност и „статут“. Това е време на силни жени, „рок“ и агресивност. Често се среща стила „сафари“, който е комбинация от червен/зелен и черен цвят. Модните дрехи в това десетилетие са или вносни, или произведени от занаятчийски работилници. Във висшата мода са вкарани украшения от златна бродерия и богат декор – огромни рамене и
мини-поли, рокли „за цял живот“, комбинирани елементи на спортно облекло и пънк стилове: тениски, маратонки, черни кожени якета.

#### 1990-те
Заедно със стила в музиката в началото на 90-те се заражда и гръндж модата. Много хора смятат, че медиите отдавали прекалено значение на стила на обличане на гръндж музикантите и почитателите им, както и на други аспекти от локалната култура. Стилът на обличане бил смесица от пънкарски стил и облекла характерни за населението от Северозападния бряг. Гръндж модата не е била плод на преднамерен опит да се създаде привлекателен стил, а по-скоро резултат на ниската цена на тези дрехи и способността им да пазят топло в студения климат на района.

## Области
Най-характерна и типична област за модата е облеклото, и то женското облекло, но в по-малка или по-голяма степен през годините тя се проявява и в следните области:
- Архитектура, обзавеждане – през вековете се налагат различни стилове, използват се различни материали, в последните години тенденцията е да се използват така наречените „зелени“ материали, т.е. такива които не замърсяват природната среда
- Изкуство и занаяти – една от сферите, най-силно засегната от влиянието на модата, особено литературата и изобразителното изкуство
- Козметика, прическа
- Музика и Танци
- Езиков жаргон
- Философски възгледи
- Технология – в последните години технологиите играят огромна роля в развитието на човечеството; мобилните телефони, телевизията, интернета са се превърнали от модно течение в ежедневна необходимост за много хора
- Политика

## Световноизвестни представители на модата
| Модни списания | Модни дизайнери | Топ модели                  |
| -------------- | --------------- | --------------------------- |
| Ел             | Пиер Карден     | Ева Херцигова (Чехия)       |
| Вог            | Коко Шанел      | Адриана Лима (Бразилия)     |
| Космополитан   | Кристиан Диор   | Жизел Бюндхен (Бразилия)    |
| Мари Клер      | Кристиан Лакроа | Хайди Клум (Германия)       |
| Люмиер         | Джорджо Армани  | Тайра Банкс (САЩ)           |
| Алюр           | Роберто Кавали  | Наоми Кембъл (Англия)       |
|                | Долче & Габана  | Иман Бауи (Сомалия)         |
|                | Джани Версаче   | Алек Уек (Судан)            |
|                | Гучи            | Линда Еванджелиста (Канада) |
|                | Макс Мара       | Клаудия Шифър (Германия)    |
|                | Прада           | Синди Крауфърд (САЩ)        |
|                | Келвин Клайн    | Мила Йовович (Украйна)      |
|                | Ралф Лорен      | Карла Бруни (Италия)        |
|                | Том Форд        |                             |
|                | Джанфранко Фере |                             |
|                | Стела Маккартни |                             |
|                | Карл Лагерфелд  |                             |
|                | Валентино       |                             |